# Floor Jansen
Floor Jansen (Goirle, 1981. február 21.) holland énekesnő, énektanár és dalszerző. A ReVamp együttes alapítója, 2013-tól pedig hivatalosan is a finn Nightwish együttes énekesnője, valamint a 2009-ben feloszlott After Forever énekesnője, dalszerzője és egyik alapítója.

## Magánélet
Floor többnyire visszafogott a magánéletét illetően, így a médiában nem is nyilatkozik róla. Korábban egy párt alkotott After Forever-beli kollégájával, Sander Gommansszal, majd ezt követően - immáron évek óta - a Sabaton dobosának, Hannes van Dahlnak lett a párja. A párosnak 2017. március 15-én kislánya született, aki a Freja nevet kapta. 2022 októberében a közösségi oldalain közzétett nyílt levelében fedte fel, hogy mellrákban szenved. A sikeres műtétet követően gyógyultnak nyilvánították, így a Nightwish az év novemberében induló európai turnéja nem került veszélybe. Később az énekesnő sugárkezelést kapott, hogy megakadályozzák a betegség kiújulását. 2023 márciusában bejelentette, hogy második gyermekével várandós, a kislány, Lucy az év októberében született meg.
Floor vegetáriánus és gyermekkora óta elítéli a vadászatot. Húga, Irene (1983) szintén énekesnő.

## Karrier

### After Forever (1997-2009)
Tizenhat éves volt amikor csatlakozott az Apocalypse (később After Forever) együtteshez, 1997-ben. Három évvel később megjelent a banda első albuma, a Prison Of Desire. 2002-ben átvette a dalszerző szerepét az együttesben, mivel a csapat akkori dalszerzője, gitárosa és háttér énekese, Mark Jansen kilépett a bandából, és egy új együttest alapított.
Floor 1999-ben kezdte zenei tanulmányait a holland rock akadémián, ahol operát tanult. Gitáron, zongorán és fuvolán is egyaránt tud játszani. Ő is és húga, Irene Jansen is vendégénekesek az Ayreon együttesben.

### ReVamp (2009- 2016)
2008-ban Floor kiégése miatt az After Forever szünetet tartott, majd 2009-ben hivatalosan is bejelentették, hogy az együttes véglegesen feloszlott. Jansen ezért úgy határozott, hogy új zenei projektbe kezd. 2009. október 17-én Floor a hivatalos MySpace oldalán bejelentette, hogy az új együttesének neve ReVamp, az első albumon az After Forver volt billentyűse, Joost van den Broek, a basszeros Jaap Melman lett, a gitáros pedig Waldemar Sorychta. 2013-ban megjelent az együttes második albuma a "Wild Card"; az énekesnő szerint ez az album lett a legagresszívabb, amit valaha is készített. 2016. szeptember 29-én hivatalosan is bejelentették, hogy feloszlanak, mivel az énekesnő nem tud  egyszerre két zenekart fenntartani. 

### Nightwish (2013-)
Floor 2012-ben, az együttesből váratlanul távozó Anette Olzon énekesnő helyére került be mint helyettes énekesnő, az Imaginaerum World Tour végéig. 2013 októberében viszont a banda bejelentette hivatalos Facebook-oldalán, hogy véglegesen is Floor Jansen lett a Nightwish új énekesnője. Februárban jelent meg az Élan című kislemez, majd május végén debütált, az Endless Forms Most Beautiful nevezetű nyolcadik Nightwish-lemez is. Ezt további két kislemez követte: a Shudder Before The Beautiful és az Endless Forms Most Beautiful. 
2020. április 10-én kiadásra került kilencedik nagylemezük, a Human. :II: Nature., ami az énekesnő második közös albuma a Nightwish-sel.

### Northward (2008/2018-)
Floor és Jørn Viggo közös projektje 2008-ban kezdődött. Azonban a két fél elfoglaltsága miatt a projekt végül 10 év múlva mutatott eredményt. Első rocklemezük 2018-ban jelent meg, ami Jansen és Viggo nevét viseli, és amelyen vendégként Floor húga, Irene Jansen is hallható egy dal erejéig. A kiadvány a kritikusok által pozitív fogadtatásban részesült.[forrás?]

### Beste Zangers (2019)
Az énekesnő 2019-ben jelentette be, hogy meghívást kapott egy hollandiai tévéműsorba, a Beste Zangersbe. A hetiműsorban a különböző műfajokban tevékenykedő énekesek énekelik egymás dalait a saját énekstílusukban. Floor a szereplését követően nagy népszerűségre tett szert otthonában, bár elmondása szerint ő a Nightwish-nek szeretett volna több rajongót szerezni, ezzel szemben egy igen sikeres szólókarriert épített ki magának, önálló turnéja pedig 2020. január 23-án vette kezdetét.[forrás?]